# Corsaj

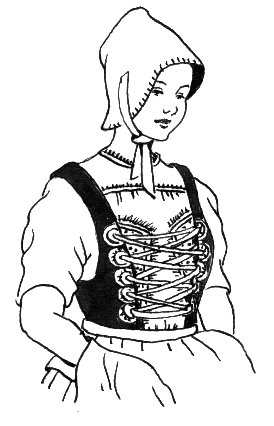
Un corsaj trasat

Un corsaj este un articol de vestimentație pentru femei și fete, care acoperă corpul de la gât până la talie. Termenul se referă de obicei la un tip specific de îmbrăcăminte superioară comună în Europa în perioada secolelor XVI-XVIII sau la porțiunea superioară a unei rochii pentru a o distinge de o fustă cu mâneci. Termenul provine de la pereche de corpuri (pentru că îmbrăcămintea a fost făcută inițial în două piese care se fixează împreună, adesea prin șiret).

## Legături externe
- Definiția dicționarului Wikționar pentru corsaj
- Materiale media legate de Corsaj la Wikimedia Commons